# Oranjestad (Sv. Eustazije)
Oranjestad (narančasti grad) je glavni grad nizozemskog teritorija Svetog Eustazija.
Ima oko 1.000 stanovnika.
Znamenitost je stara ratna tvrđava Fort Oranje. Vojne instalacije ostale su nedirnute. Topovi su usmjereni prema moru. Tvrđava je predivnog interijera. U blizini tvrđave nalazi se povijesni muzej otoka Svetog Eustazija. U blizini su ruševine sinagoge koja je jedna od najstarijih na američkom kontinentu. Datira iz 1739. godine, danas je napuštena. U blizini je židovsko groblje i zgrada nizozemske reformirane crkve iz 1755. godine sagrađena u tipičnom nizozemskom stilu.

## Vanjske poveznice
- St. Eustatius Historical Foundation Museum  Arhivirana inačica izvorne stranice od 12. prosinca 2011. (Wayback Machine)
- St. Eustatius: weather forecast